# 치숙
〈치숙〉(痴叔)은 1938년 3월 7일부터 3월 14일까지 《동아일보》에 연재한 채만식의 단편 소설로, 채만식의 대표적인 풍자 소설 중 하나이다. 점차 어두워져 가는 시대 분위기에 대한 작가의 민감한 마음을 보여준 작품이다. 제목인 치숙은 '어리석을 치(痴)'와 '아저씨 숙(叔)'으로, '어리석은 아저씨'라는 의미이다.
일제강점기 식민지 체제 하에서 온갖 사회, 경제적 탄압과 수탈이 행해지던 시대를 배경으로 하며, 나이와 학력 등이 서로 다른 두 가지 유형의 인물이 대립하는 양상을 묘사한다. 사회주의 운동에 참여했다가 체포되어 5년간 감옥에 구금된 이후 석방된 지식인이 주인공으로, 주인공의 조카이자 일본인이 운영하는 상점의 점원인 '나'의 시점으로 오촌 고모부인 주인공에 대한 이야기를 전달하는 1인칭 관찰자 구성의 소설이다. 내용은 '나'의 시점으로 현실에 저항하다 실패해 수난을 겪는 지식인인 고모부의 삶의 방식을 비난하는 이야기로 흘러가지만, 사실은 역으로 현실에 야합하고 순응하려는 기회주의적인 신념을 가진 '나'에 대해 비판적인 입장을 취하는 작품이다.